# Крафто I фон Графшафт
Крафто I фон Графшафт (на немски: Krafto I von Grafschaft; † 26 април 1331) от род Графшафт е господар на Норденау, днес част от град Шмаленберг в Северен Рейн-Вестфалия.
Той е син на Адолф I фон Графшафт († 1284) и съпругата му Елизабет фон Грайфенщайн († 1290), дъщеря на фогт Рорих фон Хахенбург († 1237), и Гуда фон Грайфенщайн († 1270). Внук е на Хайнрих I фон Графшафт, господар на Норденау († сл. 1237) и съпругата му фон Витгенщайн, дъщеря на граф Вернер I фон Батенберг-Витгенщайн († 1215) и съпругата му фон Шваленберг († сл. 1216). Брат е на Видекинд I фон Графшафт († 11 ноември 1322), господар на Норденау.
Родът му е значим и влиятелен, но няма правата на граф, зависим е от графовете на Вестфалия. Резиденцията е замък Норденау.

## Фамилия
Крафто I фон Графшафт се жени за Агнес фон Билщайн († сл. 1346), дъщеря на Йохан I фон Билщайн, маршал на Вестфалия († 1310) и Юта фон Рененберг († сл. 1297). Те имат децата:
- Хайнрих III фон Графшафт († сл. 1362), рицар, господар на Норденау (1320 – 1362), господар на Ересховен, управител на Ангермунд, женен I. за Лиза фон Щайн († 1337), II. на 27 януари 1337 г. за Лиза фон Вирнебург
- Юта фон Графшафт († 1384), омъжена пр. 23 февруари 1318 г. за фрайхер Валтер фон Дерн († 29 ноември 1350)
- Йохан II фон Графшафт († сл. 1339), господар на Норденау (1330 – 1381), управител на Медебах, фогт на манастир Графшафт
- Хенрих фон Графшафт († сл. 1343), свещеник в Даутфе
- Агнес фон Графшафтт († сл. 1339), приорес в Есен (1336 – 1338)